# Nieuport-Delage NiD 43
El Nieuport-Delage NiD.43 fue un avión de caza biplaza monomotor, diseñado y construido para ser usado embarcado, en Francia en 1924.

## Diseño y desarrollo
El NiD.43 fue diseñado para cubrir un requerimiento naval por un caza embarcado biplaza. Era un biplano de dos vanos, con alas rectas de cuerda constante y sin decalaje, arriostradas por parejas paralelas de soportes interplanos. Los alerones solo estaban instalados en las alas inferiores. Su fuselaje tenía laterales planos, con dos cabinas abiertas. El piloto se sentaba en la delantera bajo el borde de fuga alar, donde había un recorte para mejorar su visibilidad superior, mientras que el artillero estaba instalado muy cerca detrás, con un anillo Scarff  con dos ametralladoras Lewis. La cola era convencional, con un plano de cola montado en la parte superior del fuselaje y arriostrado con dos soportes paralelos a cada lado, un ancho empenaje con el borde de ataque curvo y un timón recto y profundo.
El NiD.43 estaba propulsado por un motor V-12 Hispano-Suiza 12Hb refrigerado por agua de 373 kW (514 hp), que impulsaba una hélice de cuatro palas. El tren de aterrizaje era inusual; aunque se esperaba que el avión volara desde un portaviones, se reconocía la probabilidad de amerizajes de emergencia. Consecuentemente, el NiD.43 estaba equipado tanto con ruedas como con flotadores. Estos últimos eran cortos y sin escalón, cada uno unido al avión por dos cortas parejas de soportes en N. Llegaban bien delante del borde de ataque alar, pero acababan justo por detrás del borde de fuga, demasiado cortos para soportar el fuselaje trasero, por lo que este era estanco y hacía que el avión flotase en una posición tradicional de aterrizaje de cola abajo. Esto permitía el carreteo de superficie con la hélice evitando el agua. Existían ruedas fijas empotradas en los flotadores por debajo de la cuerda media del ala, que conformaban un tren de aterrizaje convencional cuando estaba embarcado, de nuevo con la cola abajo, sin que los cortos flotadores tocaran la cubierta.
El NiD.43 comenzó las pruebas de vuelo en 1924, y se trasladó el año siguiente a Saint-Raphaël (Var), para realizar una evaluación competitiva de la Aéronavale. Al final de la misma, se prefirió y ordenó el Levasseur PL.5, por lo que se detuvo el desarrollo del prototipo.

## Operadores
Francia
- Aéronavale

## Especificaciones
Referencia datos: Green and Swanborough

### Características generales
- Tripulación: Dos (piloto y artillero)
- Longitud: 10 m (32,8 ft)
- Envergadura: 12,8 m (42 ft)
- Altura: 3,9 m (12,6 ft)
- Superficie alar: 44,3 m² (476,9 ft²)
- Peso vacío: 1680 kg (3702,7 lb)
- Peso cargado: 2320 kg (5113,3 lb)
- Planta motriz: 1× motor lineal V12 refrigerado por agua Hispano-Suiza 12Hb.
  - Potencia: 373 kW (514 HP; 507 CV)
- Hélices: De cuatro palas de paso fijo

### Rendimiento
- Velocidad máxima operativa (Vno): 200 km/h (124 MPH; 108 kt) a nivel del mar
- Alcance: 2,5 h
- Tiempo a altitud: 40 min a 6000 m (19 685 pies)

### Armamento
- Ametralladoras: 

  - 2x Vickers cal. 7,7 mm sincronizadas disparando a través del disco de la hélice
  - 2x Lewis cal. 7,7 mm en un montaje Scarff en la cabina trasera

## Aeronaves relacionadas

### Secuencias de designación
- Secuencia NiD._ (interna de Nieuport-Delage): ← NiD.42 C.1 - NiD.42 C.2 - NiD.42S - NiD.43 - NiD.44 - NiD.46 - NiD.48/48bis/481→